# Селинское сельское поселение (Кировская область)
Се́линское се́льское поселе́ние  — муниципальное образование в составе Кильмезского района Кировской области России.
Центр — деревня Селино.

## История
Селинское сельское поселение образовано 1 января 2006 года согласно Закону Кировской области от 07.12.2004 № 284-ЗО.

## Население
| 2010 | 2012 | 2013 | 2014 | 2015 | 2016 | 2017 |
| ---- | ---- | ---- | ---- | ---- | ---- | ---- |
| 385  | ↘346 | ↗347 | ↘327 | ↘318 | ↘315 | ↘305 |
| 2018 | 2019 | 2020 | 2021 |      |      |      |
| ↘276 | ↘264 | ↘249 | ↗255 |      |      |      |

## Состав
В состав поселения входят 6 населённых пунктов (население, 2010):
- деревня Селино — 250 чел.;
- деревня Аркуль — 15 чел.;
- деревня Астраханово — 25 чел.;
- деревня Добра — 7 чел.;
- деревня Ключи — 88 чел.;
- село Троицкое — 0 чел.